# Peter Welleman
Peter Welleman (Apeldoorn, 7 oktober 1969) is een Nederlandse illustrator, voor tijdschriften en voor jeugdboeken. Zijn favoriete onderwerp is technologie.

## Loopbaan
Welleman studeerde Industrieel Ontwerpen aan de Technische Universiteit Delft. Naast verschillende banen als ingenieur in de techniek, bleef hij illustreren. Sinds 2000 heeft Peter Welleman voor allerhande uitgevers bijgedragen aan grafische projecten, uiteenlopend van het illustreren van artikelen tot het ontwerpen van puzzels. Ook is Welleman actief op het gebied van animatie en webgames. Zo maakte hij een serie van 30 uitgebreide achtergronden voor het computerspel Club Penguin. Ook tekent hij voor de Turkse krant Hürriyet. Elke twee weken verschijnt er een cartoon van Welleman in De Ingenieur, inhakend op een technisch onderwerp.

## Tekeninggalerij

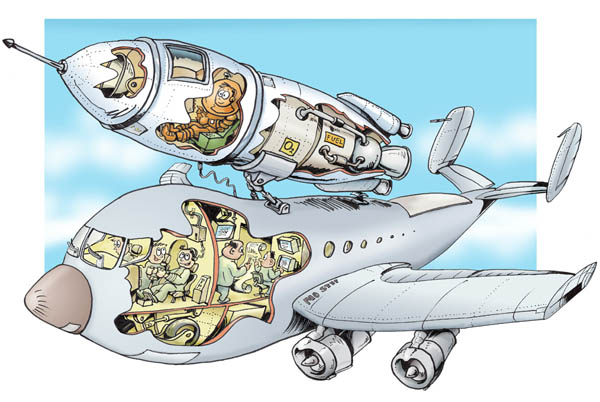
Opengewerkt vliegtuig en spaceshuttle
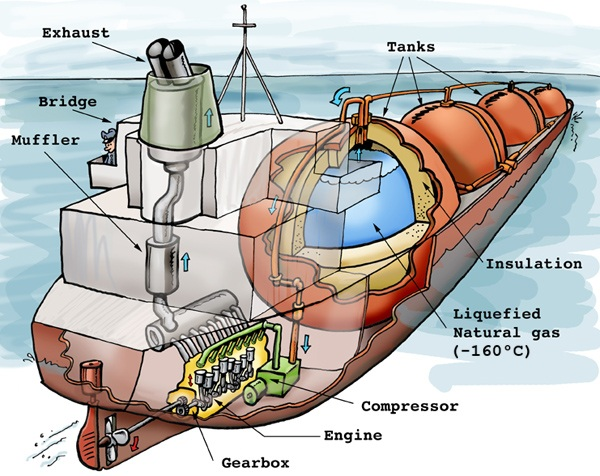
Opengewerkte Liquefied Natural Gas tanker (LNG-tanker)
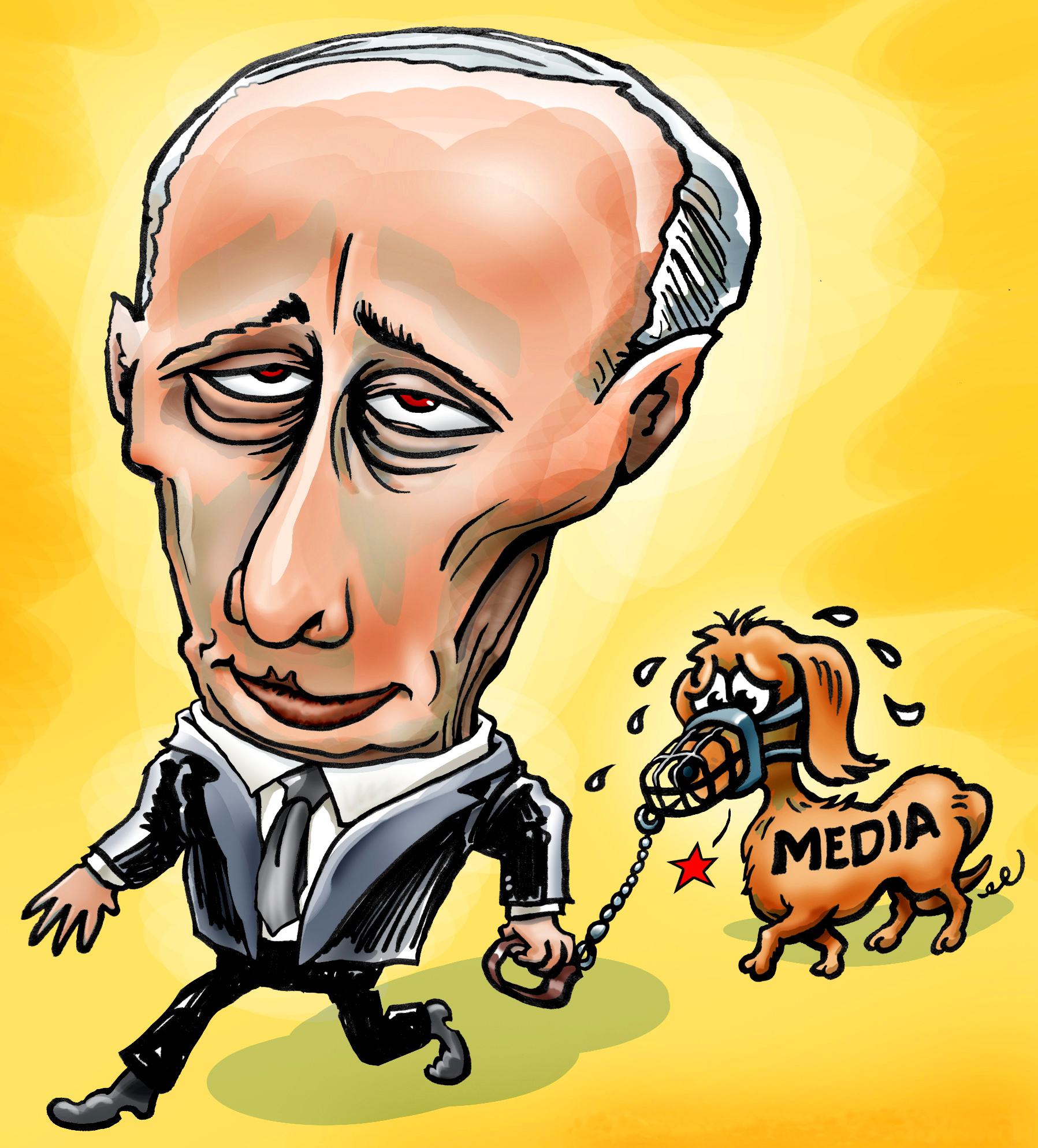
President Poetin die de media muilkorft.
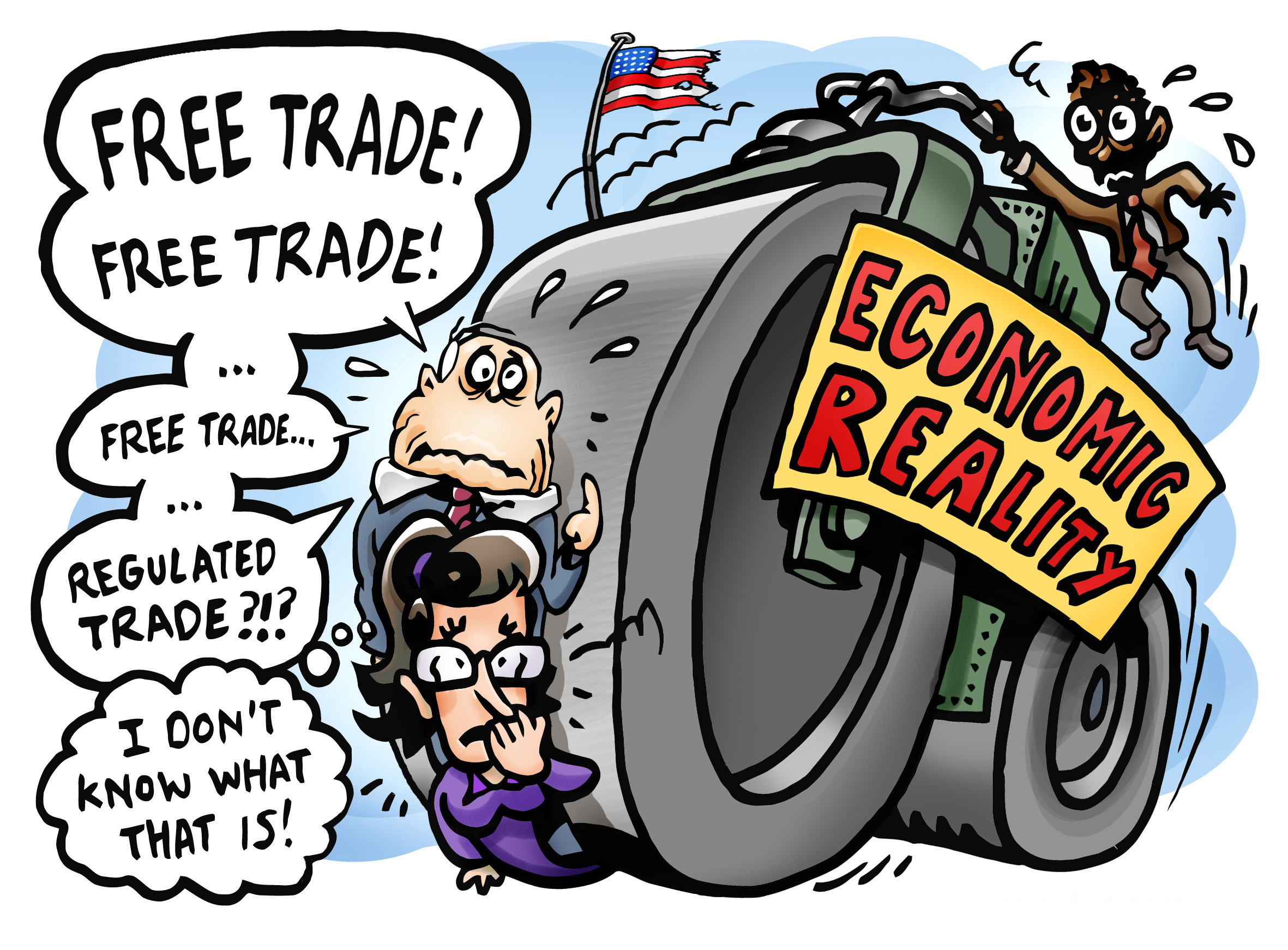
Cartoon over de US verkiezingen, die door de economische realiteit worden ingehaald.
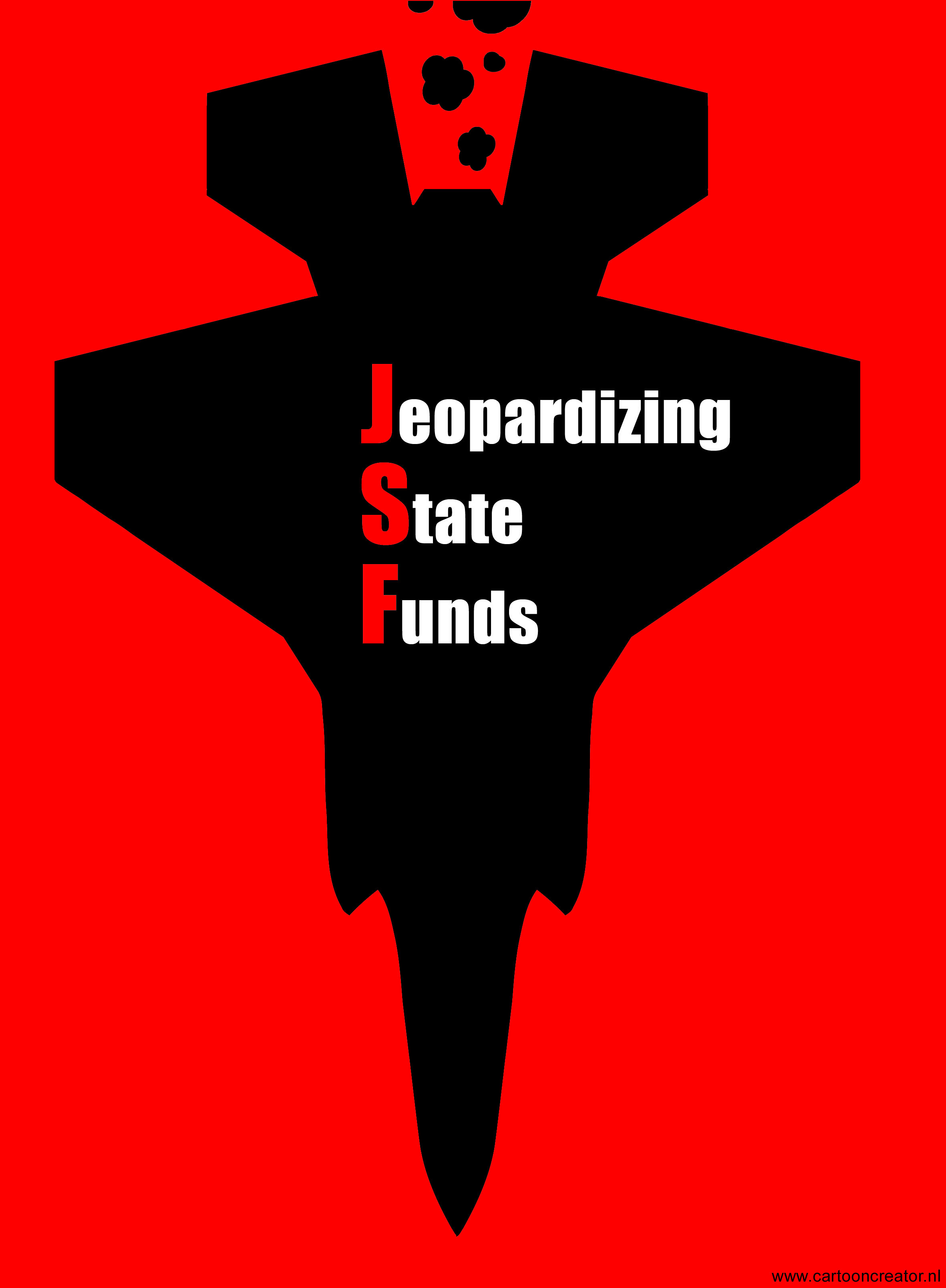
satire tegen de JSF